# After Midnight (canción de Blink-182)
«After Midnight» —en español: «Después de la medianoche»— es una canción interpretada por la banda estadounidense de pop punk Blink-182, incluida en su sexto álbum de estudio, Neighborhoods (2011). Los tres integrantes de la banda, Mark Hoppus, Tom DeLonge y Travis Barker la compusieron y produjeron; es una de las últimas canciones que el grupo hizo para el disco, y se creó a partir de un ritmo que inventó Barker en el estudio. Interscope Records lanzó el sencillo el 6 de septiembre de 2011 y Zane Lowe lo estrenó en su programa en la BBC Radio 1.
La canción recibió reseñas favorables y la mayoría de los críticos la consideraron una de las mejores canciones del álbum. Comercialmente tuvo un mal recibimiento, ingresó en algunas listas de los Estados Unidos, entre las que figuran: Billboard Hot 100, Digital Songs, Alternative Songs y Rock Songs, en los puestos 88, 52, 7 y 20, respectivamente. Isaac Rentz, quien había trabajado con la banda en el video musical de «Up All Night» ese mismo año, también dirigió el de «After Midnight». El grupo consideró varios directores, ya que recibieron varias propuestas, que según la banda, algunas eran fantásticas y otras no eran tan buenas, pero ellos optaron por la idea de Rentz. Blink-182 lanzó el video el 24 de diciembre de 2011 en la página de Universal Music Group; el 6 de enero de 2012, lo publicaron en su canal de Vevo en YouTube.

## Antecedentes y composición

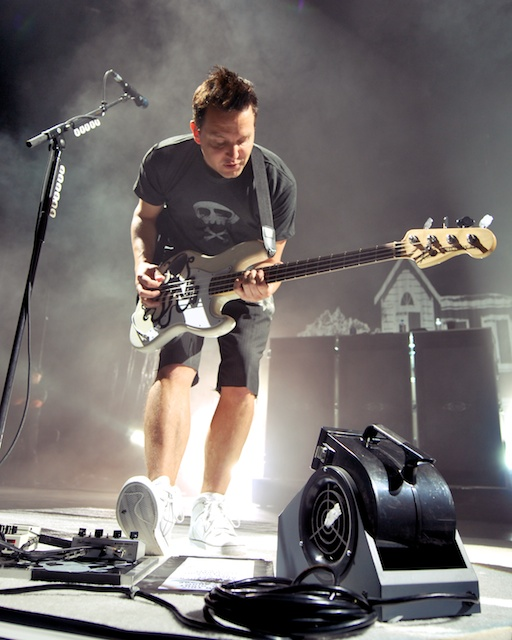
Mark Hoppus dijo que la canción «trata sobre amores complicados, sobre gente herida que se enamora».

«After Midnight» es una canción de 3:26 minutos que pertenece a los géneros de rock alternativo y pop punk, con influencias del pop rock y el punk revival. Los tres integrantes de Blink-182, Mark Hoppus, Tom DeLonge y Travis Barker, compusieron y produjeron el sencillo con la ayuda de Chris Holmes y Jeff «Critter» Newell como coproductores. Por otro lado, James Ingram colaboró en la parte de ingeniería, mientras que Tom Lord-Alge la mezcló con la asistencia de Femio Hernández. Está interpretada en la tonalidad la mayor y el registro vocal de los dos vocalistas se extienden desde la nota mi♯4 hasta la mi♯5. «After Midnight» es una de las últimas canciones que escribió la banda para su sexto álbum de estudio, Neighborhoods, y la crearon a partir de un ritmo que Barker compuso un día cuando estaba trabajando en el estudio. Hoppus declaró respecto a esto: 

«Entramos [al estudio], escuchamos aquel ritmo, y nos atrajo inmediatamente. Era uno de esos momentos en donde todos teníamos ideas y salieron rápidamente. Creo que en unas dos o tres horas, teníamos la base de la canción escrita».

Los encargados de su composición fueron Hoppus y DeLonge, quienes compartieron el crédito en crear la letra; el primero de ellos escribió el estribillo, y el segundo las estrofas. En una entrevista, Hoppus afirmó que no tenían porqué saber lo que cada uno estaba escribiendo. De esa manera es como también habían compuesto «I Miss You». No obstante, DeLonge hizo mención a ello en esa entrevista: «Lo que es genial de esta canción y de "I Miss You", es que cuando Mark y yo componemos letras en diferentes lugares, las unimos y las dos tratan sobre lo mismo. […] Siempre acabamos escribiendo canciones súper románticas. Y creo que funcionó bastante bien en esta». DeLonge también añadió guiños líricos en los versos del tema y comentó: «Incluí algo como un pequeño homenaje a "I Miss You", porque, especialmente en esta canción, recuerdo a Travis diciendo que debíamos tener algo de la categoría de "I Miss You", y fue cuando nos enseñó el ritmo. Así que cuando compusimos la canción, recuerdo que estaba en mi mente». Por otra parte, Citlalli Zam de Pit Crashers declaró que la letra «muestra que incluso cuando uno puede tener problemas, luego vuelves a reconciliarte [sabiendo que] siempre estarás ahí por esa persona». Aaron Willschick de PureGrainAudio declaró que está escrita exactamente para que sea accesible tanto para los seguidores del pop, como del rock/punk.
Blink-182 estrenó la canción el 6 de septiembre de 2011 a las 7:45 p. m. (horario del Reino Unido) en el programa de Zane Lowe, de la BBC Radio 1. Poco tiempo después, el grupo publicó un juego en la web cuyo premio para el ganador era la canción. La banda la interpretó por primera vez en agosto de 2011, en el Honda Civic Tour. Como parte de su promoción, la tocaron el 3 de octubre de ese año junto a «Up All Night» en el programa Jimmy Kimmel Live!. El 8 de diciembre, el grupo la presentó en el late night show Conan, conducido por Conan O'Brien.

## Recepción

### Comentarios de la crítica
La canción recibió buenas reseñas y varios elogios por parte de los críticos. Chris Coplan de Consequence of Sound declaró: «es algo decididamente épico con un toque íntimo, un esfuerzo que pone en relieve los puntos fuertes de cada miembro, [como los] versos románticos de Tom DeLonge, los grandes estribillos de Mark y la habilidad de Travis en la batería, para hacer de la canción un himno». La revista británica NME, además de llamarla una sutil y hermosa canción de amor, la nombró uno de los puntos destacados, y el momento más suave de Neighborhoods. Jody Rosen de la Rolling Stone le concedió tres estrellas y media sobre cinco y comentó: «Más viejos, posiblemente más sabios, y probablemente con la ropa puesta. […] La balada en tempo moderado es un poco estólida; no tiene el destello y la efervescencia de lo mejor de Blink. Pero el sonido es cómodamente familiar: [Como] el crujido de la guitarra, la burla melodiosa en las voces de Mark Hoppus y Tom DeLonge, y el agrietamiento de los golpes de percusión de Travis Barker». Mark Hogan de Spin dijo que «es una [canción] roquera en tempo moderado, agridulce, y la más contemplativa de las nuevas canciones de Blink». Por otra parte, Thomas Nassiff de AbsolutePunk expresó que «es inmediatamente un clásico de Blink-182».
El crítico Scott Heisel de la revista estadounidense Alternative Press afirmó que «por encima de todo, "After Midnight" es uno de los momentos más grandes de la carrera de la banda; una canción tan simple, pegadiza y genuina que es asombroso que les tomara casi dos décadas para escribirla». En la revisión a Neighborhoods, Zack Zarrillo de PropertyOfZack señaló que «junto a "Wishing Well" resultan ser las únicas dos canciones alegres en un disco lleno de solemnidad y oscuridad». Asimismo, el sitio Sputnikmusic escribió que «"After Midnight" y "Heart's All Gone" cuentan con estribillos tan fuertes como los de sus viejos éxitos, solo que con letras mucho más maduras»; por su parte, Emma Garland de Alter the Press dijo: «Como uno de los momentos más tenues y sutiles, "After Midnight" es fácilmente uno de los mejores temas del álbum». No obstante, Kiel Hauck de PopMatters la destacó entre las demás canciones del álbum y declaró que «tiene un enfoque más reflexivo del que se ve en gran parte de catálogo de la banda». Asimismo, Axel Marazzi de Cuchara Sónica comentó que es «muy del clásico estilo de Blink». A fines de 2011, el sitio AbsolutePunk la posicionó en la tercera posición de las quince mejores canciones de ese año.

### Rendimiento comercial
El sencillo tuvo una mala recepción comercial; solo ingresó en algunas listas de los Estados Unidos. El 15 de octubre de 2011, fecha del debut de su álbum correspondiente en el conteo Billboard 200, la canción ingresó en el puesto número 88 en la lista Billboard Hot 100. En esa fecha también entró en la posición número 52 en la lista Digital Songs. En ambas solo se mantuvo una semana. El 22 de octubre debutó en la lista Alternative Songs en el lugar 39. El 5 de noviembre, escaló hasta el puesto 28. El 31 de diciembre, en su semana número once en el conteo, ingresó dentro de las primeras diez posiciones, y el 14 de enero de 2012 obtuvo su máxima posición en el número 7. El sencillo entró en el conteo Rock Songs el 29 de octubre de 2011, en el puesto 42. Para su cuarta semana, había escalado hasta el número 31. «After Midnight» consiguió su mejor posición el 14 de enero de 2012, en el número 20. La canción permaneció veinte semanas en estos dos últimos conteos.

## Video musical

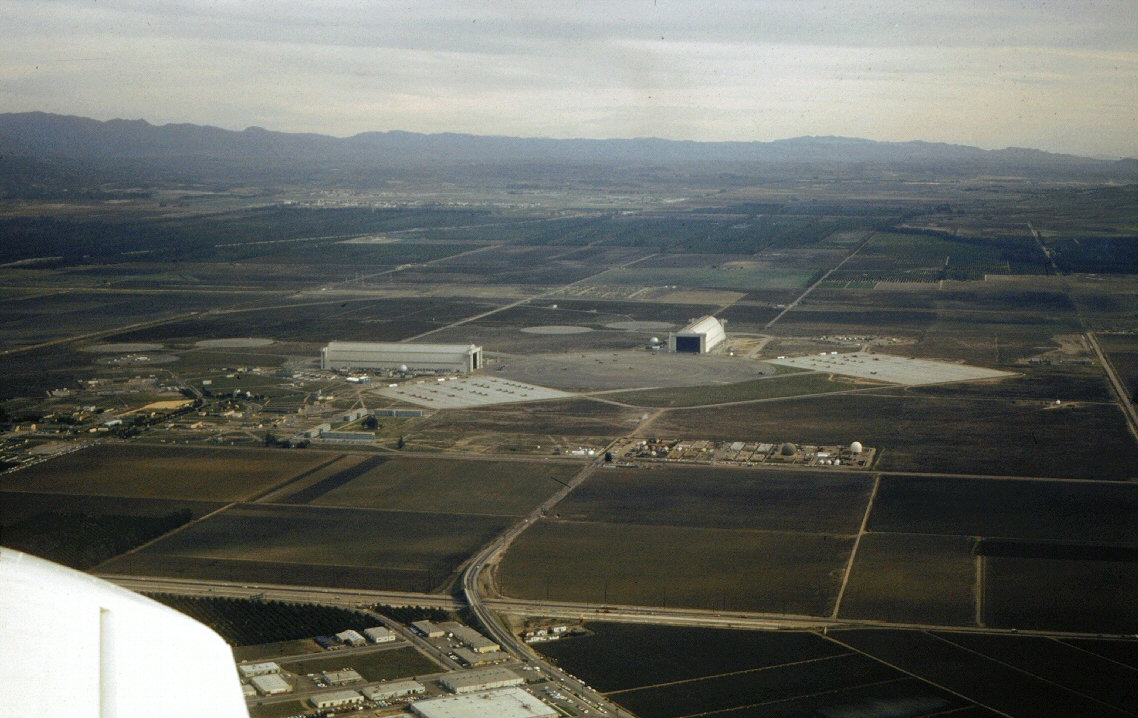
La banda rodó parte del videoclip en el Marine Corps Air Station Tustin, en Tustin, California.

El rodaje del video musical comenzó el 30 de noviembre de 2011, en la ciudad de Tustin, en California. Ese mismo día, Mark Hoppus escribió en su cuenta oficial de Twitter: «¡Hoy filmando el video para After Midnight! ¡¡Dormiremos brazo con brazo en la escalera!! ¡¡¡Signos de exclamación!!!». En una entrevista con el sitio web Spinner, el bajista comentó que era un escenario genial, al igual que la forma en que lo iluminaron y lo rodaron. Al respecto, declaró: «Tenía ese toque industrial y aún natural. Era una buena combinación de los dos porque obviamente es una superestructura gigantesca, pero porque es de madera y [también] por la manera en como filmaron allí con agua en el suelo, todo parecía natural». Isaac Rentz, quien ya había trabajado con la banda en el video de «Up All Night» ese mismo año, dirigió el videoclip, mientras que Morgan Susser trabajó como director de fotografía, Mandy Brown como editora y PJ Sodaski estuvo a mando de la producción.
Según Hoppus, la trama del video se «desarrolla en un hospital psiquiátrico, donde un chico y una chica escapan de sus habitaciones y tienen una noche de diversión, romance y pasión»; él llamó la idea del director como «brillante». No obstante, Rentz también comentó sobre el concepto del mismo: «Es ese modelo de una persona intentando ayudar a otra a vivir su vida. Es casi como [la película] Ferris Bueller's Day Off, en donde ellos tienen una noche para pasar un buen rato juntos». El grupo consideró muchos directores para el video, ya que tuvieron treinta propuestas diferentes de varios de estos, que según ellos, algunas eran fantásticas y otras no eran tan buenas. La banda buscaba algo diferente, no solo un grupo de gente divirtiéndose en una fiesta, sino algo más oscuro, y para ellos, el director lo logró. Por otra parte, Michael Carr de Music Feeds dijo que la idea del video «se ajusta perfectamente a la imagen de la banda». El grupo lo lanzó el 24 de diciembre de 2011 en la página de Universal Music Group; el 6 de enero del año siguiente, en su canal de Vevo en YouTube.

## Posicionamiento en listas

### Semanales
| País           | Lista             | Mejor posición |
| 2011 – 2012    | 2011 – 2012       | 2011 – 2012    |
| -------------- | ----------------- | -------------- |
| Estados Unidos | Alternative Songs | 7              |
| Estados Unidos | Billboard Hot 100 | 88             |
| Estados Unidos | Digital Songs     | 52             |
| Estados Unidos | Rock Songs        | 20             |

### Anuales
| País           | Lista             | Mejor posición |
| 2012           | 2012              | 2012           |
| -------------- | ----------------- | -------------- |
| Estados Unidos | Alternative Songs | 37             |

## Créditos y personal
- Blink-182: composición y producción.
- Jeff «Critter» Newell: coproducción.
- Femio Hernández: asistente de mezcla.
- Chris Holmes: coproducción.
- James Ingram: ingeniería.
- Tom Lord-Alge: mezcla.

Fuentes: Libreto de Neighborhoods y Discogs.